# Alexa Nikolas
Alexa Nikolas (Chicago, 4 aprile 1992) è un'attrice statunitense di origini greche.

## Biografia
Ha iniziato a recitare all'età di otto anni ed è comparsa in vari film e serie TV; il primo film in cui è comparsa è stato Zoolander nel 2001. Alexa Nikolas ha preso parte in serie televisive di grande successo come Streghe, Zack e Cody al Grand Hotel, Ghost Whisperer - Presenze, ma è conosciuta principalmente per il ruolo di Nicole Bristow nella serie televisiva per adolescenti Zoey 101.
Come sostenuto in un'intervista rilasciata al podcast di Victoria Garrick, l'attrice ha rivelato che, nonostante i loro personaggi fossero migliori amiche nella serie Zoey 101, ebbe una relazione poco positiva con i colleghi di set per via dei continui litigi con Jamie Lynn Spears, che portarono anche all'intervento della sorella Britney Spears che la accusò di «perseguitare la sorella», dall'esclusione da uscite, pigiama party e altre attività che i suoi compagni svolgevano fuori dal set e il bullismo subito da parte di Jamie e Kristin; infine, approfittandosi probabilmente della sua parentela con Britney, Jamie fece sì che il personaggio di "Nicole" venisse cancellato dalla serie. Dal 2005 in poi accusò più volte la Nickelodeon di non essere stata in grado di tutelarla dagli episodi di bullismo e dalle molestie subìte dal creatore dello show Dan Schneider.
Nel 2006 è comparsa nel video musicale "Come Back to Me" dell'attrice e amica Vanessa Hudgens.
Il 12 febbraio 2012 si è sposata col musicista canadese Mike Milosh, dal quale si è separata nel 2016.
Nel luglio 2021 sposa il fotografo Michael Gray, da cui ha avuto una figlia nel novembre dell'anno precedente.
Nel 2022 fonda il movimento Eat Predators, con l'obiettivo di denunciare i responsabili di abusi sessuali nel mondo dell'industria di Hollywood.

## Filmografia

### Cinema
- P.U.N.K.S., regia di Sean McNamara (1999) – non accreditata
- Zoolander, regia di Ben Stiller (2001)
- Ted Bundy, regia di Matthew Bright (2002)
- Tiptoes, regia di Matthew Bright (2003)
- Un'estate a tutto gas (Motocross Kids), regia di Richard Gabai (2004)
- Red State, regia di Kevin Smith (2011)
- Detention of the Dead, regia di Alex Craig Mann (2012)

### Televisione
- Love Boat - The Next Wave – serie TV, episodio 2x16 (1999)
- Così è la vita (That's Life) – serie TV, 4 episodi (2000-2002)
- Streghe (Charmed) – serie TV, episodio 3x10 (2001)
- The King of Queens – serie TV, episodio 4x09 (2001)
- Even Stevens – serie TV, episodio 3x05 (2002)
- Hidden Hills – serie TV, 17 episodi (2002-2003)
- Senza traccia (Without a Trace) – serie TV, episodio 2x15 (2004)
- Zoey 101 – serie TV, 26 episodi (2005-2006)
- Giudice Amy (Judging Amy) – serie TV, episodio 6x14 (2005)
- Revelations – miniserie TV, 6 episodi (2005)
- E.R. - Medici in prima linea (ER) – serie TV, episodio 11x20 (2005)
- Cold Case - Delitti irrisolti (Cold Case) – serie TV, episodio 4x14 (2007)
- Zack e Cody al Grand Hotel (The Suite Life of Zack and Cody) – serie TV, episodi 2x33-3x05 (2007)
- CSI: Miami – serie TV, episodio 6x17 (2008)
- Ghost Whisperer - Presenze (Ghost Whisperer) – serie TV, episodio 4x07 (2008)
- Supernatural – serie TV, episodio 4x11 (2009)
- Heroes – serie TV, episodio 3x23 (2009)
- Drop Dead Diva – serie TV, episodio 1x07 (2009)
- Campi insanguinati (Children of the Corn), regia di Donald P. Borchers – film TV (2009)
- Avvocati a New York (Raising the Bar) – serie TV, episodio 2x13 (2009)
- Criminal Minds – serie TV, episodio 5x18 (2010)
- Lie to Me – serie TV, episodio 3x09 (2010)
- The Walking Dead – serie TV, episodi 3x06-3x08-3x09 (2012-2013)
- Mad Men – serie TV, episodio 6x08 (2013)
- Quiet on Set: The Dark Side of Kids TV – documentario (2024)

### Video musicali
- Come Back to Me di Vanessa Hudgens (2006)
- Slow Down di Milosh (2013)
- This Time di Milosh (2013)

## Doppiatrici italiane
Nelle versioni in italiano delle opere in cui ha recitato, Alexa Nikolas è stata doppiata da:
- Letizia Scifoni in Zoey 101[8]
- Letizia Ciampa in CSI: Miami[9]
- Alessia Amendola in Ghost Whisperer - Presenze[10]
- Giulia Tarquini in The Walking Dead[11]

## Riconoscimenti
- Young Artist Award
  - 2005: Nominata per il film Un'estate a tutto gas (Motocross Kids) – Miglior interpretazione in un film nel cast giovane[12]
  - 2006-2007: Vincitrice per la serie Zoey 101 – Miglior interpretazione giovane in una serie televisiva[13][14]